# ソヨンボ文字
ソヨンボ文字（ソヨンボもじ、モンゴル語: Соёмбо бичиг, soyombo bichig）はモンゴル語を表記するために、1686年に僧侶ボグド・ザナバザル（ジェプツンタンパ1世）が作成したアブギダ系の文字である。チベット語やサンスクリット語を表記するのにも用いることができた。
このソヨンボ文字の中でも、ソヨンボと呼ばれるシンボル（右の図を参照）はモンゴル国の国家の象徴となっている。1921年から国旗に、1992年から国章や紙幣、印璽などにも使用されている。

## 文字の作成
ソヨンボ文字はモンゴル語の文字としては歴史上4番目の文字であり、トド文字の発明から38年後に作成された。
伝説によれば、ザナバザルは夜空に文字のような形を見出し、すぐに新文字の発想に結びついたという。この伝説はこの文字の名前にほのめかされていて、サンスクリット語で「それ自身から生み出される」という意味のSvayambhuから来ているということである。
実際、文字の体系はブラーフミー系文字に属するアブギダであり、文字の形はランツァ文字を基にしている。
個々の文字は伝統的なモンゴル文字やオルホン碑文に見られる突厥文字に似ている。この文字のデザインがザナバザルによるオリジナルであるのか、何か参考となる文字が存在していたのかははっきりしていない。

## 使用実態

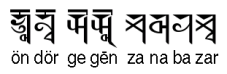
音節の組み合わせの例

ザナバザルはサンスクリット語やチベット語で記された仏典の翻訳のためにこの文字を作成し、弟子たちとともに広く用いた。この文字はモンゴルの東部において、主として儀式的あるいは装飾的に用いられていた。
日常的に使用する文字としては複雑すぎる文字であるため、今日この文字は姿を消している。歴史的な文章のほか、寺院に残された碑文などに発見されることがある。この文字は言語学的な研究にも重要な意味を持っていて、たとえばモンゴル語における長母音などのような言語の史的変遷を反映しているものと見られている。

## 文字の形
それまでモンゴル語を表記する文字としては縦書きのものしかなかったが、ソヨンボ文字は初めて左から右へと横書きされる文字であった。チベット文字やデーヴァナーガリー文字に見られるように、文字は連なる水平線にぶらさがる形で記される。
2種類のバリエーションがあるソヨンボ（上述のモンゴル国の象徴ともなっている記号文字）は、文章の始めと終わりを示すのに用いられるものである。その他の文字に見られる逆L字型の基準枠は、ソヨンボの中に描かれる上の三角形と右の棒からとられたものである。
この逆L字型の基準枠の内部で、1つから3つの要素が組み合わさって音節が構成される。最初の子音は、枠内の上半分に書かれる。母音は基本的に枠の外側に記されるが、u および ü （さらにその長母音も）は枠内中央よりやや下に書かれる。音節末子音は小さな記号を枠内下部、縦の棒に付ける形で書く。この場合、枠内に書かれた u および ü はやや左側に押し出される。

## 文字一覧

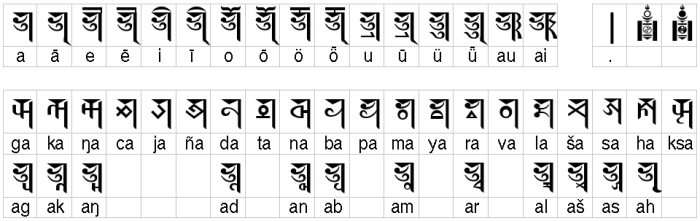
モンゴル語を表記する場合に用いられるソヨンボ文字。1段目は母音と特殊文字を示し、2段目は音節はじめの子音を、3段目は音節末の子音を示す

最初の文字はaで始まる音節を表す。その他の母音で始まる場合は、この基礎となる文字に母音記号を付加することで形成される。その他の文字は子音で始まることを表し、とくに母音記号が付されていない場合は全てaを伴うことになっている。
理屈からいえば子音20に母音14なのでおよそ3,000もの組み合わせが可能であるということになるが、実際にはモンゴル語においてよく使われるものとあまり使われないものがある。余剰となるものはチベット語やサンスクリット語などを記載するときの基礎として使われていた。
ソヨンボとは別に、縦棒によって示される句点のようなものが使用される。碑文においては、文字内上部の三角形の高さに点を打つことで語境界が示される例がある。

## ユニコード
かつてソヨンボ文字はユニコード6.0においてはサポートされておらず、ソヨンボをエンコードするための準備的な提案がユニコード技術委員会に提出されていただけであったが、2017年のユニコード10.0への更新でサポートされるようになった。
モンゴル文字入力ソフトMenksoftでは、代替の入力システムが提供されている。